# Diversity and Distributions
Diversity and Distributions (Divers Distrib) ist eine begutachtete, internationale Fachzeitschrift für Biogeographie und Naturschutzbiologie.
Im Jahr 2019 wurde sie zu einer Open-Access-Zeitschrift. Der Impact Factor beträgt 5,1 und sie belegt Platz 38 von 706 Fachzeitschriften.

## Geschichte
Das Journal erschien 1998 erstmals und wird seitdem mit sechs Ausgaben im Jahr veröffentlicht. Eine Sonderausgabe mit dem Titel Fifty years of invasion ecology the legacy of Charles Elton ist online erhältlich.
Die Schwesterzeitschriften sind Journal of Biogeography und Global Ecology and Biogeography.